# 1981-es magyar fedett pályás atlétikai bajnokság
Az 1981-es magyar fedett pályás atlétikai bajnokság a nyolcadik bajnokság volt, melyet február 14. és február 15. között rendeztek Budapesten, az Olimpiai Csarnokban.

## Eredmények

### Férfiak
| Versenyszám | Arany                                                         | Arany   | Ezüst                                                     | Ezüst    | Bronz                                                                | Bronz    |
| ----------- | ------------------------------------------------------------- | ------- | --------------------------------------------------------- | -------- | -------------------------------------------------------------------- | -------- |
| 60 m        | Kiss Ferenc Csepel                                            | 6,81    | Kovács Attila Szekszárdi Dózsa                            | 6,82     | Tatár István Bp. Honvéd                                              | 6,88     |
| 200 m       | Tatár István Bp. Honvéd                                       | 21,9    | Bagyura József Bp. Spartacus                              | 22,1     | Kovács Gyula Nyíregyházi VSSC                                        | 22,4     |
| 400 m       | Csapó Lajos Debreceni MVSC                                    | 49,1    | Újhelyi Sándor Újpesti Dózsa                              | 49,5     | Nagy Tibor Debreceni MVSC                                            | 49,6     |
| 800 m       | Bereczki József Miskolci VSC                                  | 1:50,3  | Lajkó István Bp. Honvéd                                   | 1:50,8   | Szász László Kun Béla SE                                             | 1:52,8   |
| 1500 m      | Bereczki József MVSC                                          | 3:44,3  | Tóth László Bp. Honvéd                                    | 3:44,4   | Lajkó István Bp. Honvéd                                              | 3:44,8   |
| 3000 m      | Tóth László Bp. Honvéd                                        | 8:11,9  | Bene János MAFC                                           | 8:24,2   | Hegedűs József Rákóczi                                               | 8:26,7   |
| 60 m gát    | Bakos György Újpesti Dózsa                                    | 7,97    | Bodó Béla Debreceni MVSC                                  | 8,09     | Bősz Imre Bakony Vegyész                                             | 8,14     |
| 4 × 180 m   | Babály László Nagy Tibor Bodó Béla Csapó Lajos Debreceni MVSC | 1:18,7  | Szalai Csaba Vincze Ottó Koller László Balogh László MAFC | 1:19,9   | Telegdy Gyula Bagyura József Menczer Gusztáv Makó Ernő Bp. Spartacus | 1:20,2   |
| magasugrás  | Széles István Bp. Honvéd                                      | 220 cm  | Major István Volán SC                                     | 218 cm   | Varró Gábor TFSE                                                     | 210 cm   |
| rúdugrás    | Salbert Ferenc Csepel SC                                      | 510 cm  | Makó Ernő Bp. Spartacus                                   | 510 cm   | Mezei István Bp. Építők                                              | 500 cm   |
| távolugrás  | Szalma László TFSE                                            | 776 cm  | Katona Gábor Bp. Honvéd                                   | 738 cm   | Pálóczi Gyula Kun Béla SE                                            | 735 cm   |
| hármasugrás | Paál László Bp. Honvéd                                        | 16,20 m | Kiss Tibor Rákóczi                                        | 15,78 cm | Sári Kámán Bakony Vegyész                                            | 15,76 cm |
| súlylökés   | Várkonyi Gábor MTK-VM                                         | 17,36 m | Rajniczer Lajos Békéscsaba                                | 17,17 m  | Lukács László Bp. Honvéd                                             | 17,06 m  |

### Nők
| Versenyszám | Arany                                                       | Arany   | Ezüst                                                                       | Ezüst   | Bronz                                                           | Bronz   |
| ----------- | ----------------------------------------------------------- | ------- | --------------------------------------------------------------------------- | ------- | --------------------------------------------------------------- | ------- |
| 60 m        | Orosz Irén Újpesti Dózsa                                    | 7,60    | Juhász Erzsébet Szolnoki MÁV MTE                                            | 7,74    | Kósa Erika Újpesti Dózsa                                        | 7,83    |
| 200 m       | Petrika Ibolya Nyíregyházi VSSC                             | 24,6    | Kósa Erika Újpesti Dózsa                                                    | 24,8    | Könye Irma Bp. Honvéd                                           | 25,0    |
| 400 m       | Petrika Ibolya Nyíregyházi VSSC                             | 55,3    | Bányai Ilona Hevesi SEJuhász Gabriella KSI                                  | 57,4    |                                                                 |         |
| 800 m       | Lipcsei Irén Debreceni MVSC                                 | 2:12,3  | Újhelyi Mária Debreceni Universitas                                         | 2:12,5  | Jadán Ilona Ózd                                                 | 2:14,1  |
| 1500 m      | Lipcsei Irén Debreceni MVSC                                 | 4:22,8  | Jankó Ilona Szombathelyi Tanárképző                                         | 4:24,4  | Újhelyi Mária Debreceni Universitas                             | 4:28,9  |
| 60 m gát    | Siska Xénia Bp. Vasas                                       | 8,24    | Baranyai Ildikó BEAC                                                        | 8,55    | Balogh Katalin Zalaegerszegi TE                                 | 8,77    |
| 4 × 180 m   | Baranyai Ildikó Gergács Rita Szabó Mária Balatoni Anna BEAC | 1:30,7  | Petrika Erzsébet Tamás Aranka Hrács Piroska Petrika Ibolya Nyíregyházi VSSC | 1:31,1  | Petróczi Ágnes Szabó Erzsébet Kósa Erika Szopori Erika SZEOL AK | 1:32,2  |
| magasugrás  | Béla Emese Békéscsabai Előre                                | 188 cm  | Sterk Katalin Tatabányai Bányász                                            | 185 cm  | Rudolf Erika Bp. Építők                                         | 185 cm  |
| távolugrás  | Vanyek Zsuzsa TFSE                                          | 631 cm  | Pap Mária Bp. Vasas                                                         | 603 cm  | Novobáczky Klára Bp. Építők                                     | 600 cm  |
| súlylökés   | Herth Hajnal Újpesti Dózsa                                  | 16,06 m | Menyhárt Krisztina Volán SC                                                 | 14,91 m | Molnár Mária Bp. Vasas                                          | 14,43 m |